# Margarita Guillé
María Margarita Guillé Tamayo ()|Aguascalientes]], 1970) es una activista social mexicana, fundadora de la Red Interamericana de Refugios.
En el 2016 fue distinguida con el Galardón Pro Homine otorgado por la Comisión Estatal de Derechos Humanos de Aguascalientes, por su labor en la lucha por los derechos de las mujeres, niños y niñas.

## Biografía
Margarita Guillé nació en la ciudad de León, Guanajuato en 1970. En 1975 se trasladan a la ciudad de Aguascalientes donde creció y se desarrolló. Ha vivido en la Ciudad de México los últimos años y un tiempo en Sheffield Inglaterra.

## Trayectoria
En 1993 estudió Medios Masivos de Comunicación en la Universidad Autónoma de Aguascalientes (UAA), cuenta con dos maestrías, una por parte de la UAA y de la Universidad Nacional Autónoma de México en Literatura Mexicana y otra en Comunicación Política por la Universidad de Sheffiel, Inglaterra. Ha realizado diferentes cursos y diplomados.
Tiene una trayectoria y formación polifacética en los medios de comunicación y como activista de derechos de las mujeres y la niñez, por su trabajo en la creación de redes de sociedad civil a nivel local, nacional e internacional, así como por su trabajo técnico en el desarrollo de metodologías sociales, modelos y protocolos de atención desde una perspectiva de género y de derechos. Así mismo como comunicadora desarrollando documentales de temas de actualidad sobre justicia social, temas culturales y artísticos. Fundó la revista Mujer Contemporánea en 1993, fundó el primer refugio para mujeres en México en 1996 en la ciudad de Aguascalientes, es fundadora de la Red Interamericana de Refugios en 2006 y de la Red Global de Refugios en 2008. Es cofundadora de Mujeres Agentes de Cambio en Argentina, en 2012. Funda en 2011 ITA, boutique de proyectos sociales con pequeñas boutiques dedicadas a lo editorial, social y producción cinematográfica o audiovisual y coaching. Fue experta suplente del estado Mexicano ante la Organización de los Estados Americanos para dar seguimiento a la Convención Belém Do Pará (2008-2013). Ha dado diversas conferencias y talleres a mujeres indígenas, líderes en México, Islandia, Austria, España, Italia, Inglaterra, Honduras, Argentina, Guatemala, Ecuador, Estados Unidos y Holanda. Ha organizado múltiples encuentros de Mujeres en México y otras partes del mundo.

## Activismo social
En Medios de Comunicación inicia su carrera en Radio y Televisión de Aguascalientes como productora del programa de radio “Más femenino”  (1990-1993) revista matutina para mujeres en la que se abordaban diversos medios, revista Mujer Contemporánea, que funda en 1993 y deja en 2005 cuando se va a Inglaterra a estudiar, hasta ese momento se editaron 63 ejemplares. Produce y conduce una revista cultural para televisión, en Canal 6 llamada “Para Degustar”  (1993-1997), programa en el que entrevista intelectuales, artistas, y reporta lo más relevante del arte y el cine en México y Aguascalientes. El programa de radio “Poética” con poetas de su generación en Aguascalientes y en 1997 se muda a la Ciudad de México, en busca de mejores oportunidades en los medios, desde allá continúa la edición de la revista Mujer Contemporánea y la Presidencia del Consejo del Refugio para Mujeres hasta 2005. Trabaja en un programa informativo policiaco que pronto abandona para integrarse en 1999 al programa televisivo de análisis político “Zona Abierta” de Televisa, conducido por Héctor Aguilar Camín, como guionista, jefa de información y reportera, en el cual relevantes intelectuales y escritores analizan la coyuntura política nacional e internacional (1999-2005). Colabora como jefa de información en otros programas televisivos, como reportera y es la voz oficial y guionista de “Guiarte”, cápsulas de arte semanales de Fundación Cultural Televisa en los noticieros (1999-2010).
En 2011 funda ITA Boutique Social, boutique de proyectos sociales, y desde ahí inicia la producción del largometraje documental “Calavera del Montón, tras los huesos de José Guadalupe Posada”, coordina un equipo talentoso que edita el primer Libro Pop-up en gran formato sobre Posada junto con el gobierno de la ciudad de Aguascalientes y el Consejo para la Cultura y las Artes (2012), produce las piezas animadas y dos obras audiovisuales para la Mana Exposición Posada trasmisor en el Museo Nacional de Arte, en donde participa como creadora y directora de las piezas “Fosa común” y “Un grabado en cinco pasos”. (2013).  Planeó y realizó la serie audiovisual para mujeres líderes de América Latina, “Nuevas Narrativas para Impulsar tu Liderazgo”, coproducción con la Red Mujeres Agentes de Cambio y Plan Internacional (2015).  Actualmente produce la investigación y documental Ruta 94 sobre violencia contra mujeres y niñas en contextos de conflicto armado, crimen organizado y migración en (2016) apoyada por la Agencia Internacional para los Refugiados de Naciones Unidas ACNUR.

## Publicaciones
Es autora o coautora de cerca de 20 publicaciones, metodologías y manuales entre las que destacan: 
Modelo de Atención Integral a Madres Adolescentes y Adolescentes Embarazadas (SEGOB -ITA boutique social 2012). 
Redes de Seguridad Ciudadana (Gobierno Aguascalientes 2011).
Investigación “Identificación y reconocimiento jurídico de la vulnerabilidad de las niñas y adolescentes ante la narcoviolencia en México” (Save the Children 2012).
Sistematización de indicadores de impacto cualitativo y cuantitativos del Modelo de atención a la violencia contra mujeres y sus hijas e hijos (Red Nacional de Refugios 2010).
Manual de atención telefónica para casos de violencia familiar TELSEMUJER Guerrero, (SEMUJER 2010).
Protocolo de Actuación Policial en situaciones de emergencia por violencia familiar, EDOMEX (2010).
Redes Ciudadanas de Actuación en detección, apoyo y Referencia  (SEGOB 2012).
Modelo de Atención a la violencia para centros de atención (UNAM 2012).
Protocolo de Referencia Internacional de Mujeres y niñas en situaciones de violencia y riesgo (RIRE, 2010).
Comunidades juveniles de prevención de la violencia en adolescentes (Colectivo de Hombres sin violencia 2014).
Modelo de atención y protección a niñas, niños y adolescentes sin cuidados parentales o familiares y Modelo para la atención y protección de niñas, niños migrantes no acompañados (2016).